# Isidoro Macías
Isidoro Macías Martín, conocido coloquialmente como «Padre patera» (Minas de San Telmo (Cortegana), provincia de Huelva, 1945) es un religioso católico franciscano de la Cruz Blanca español conocido por su trabajo humanitario en Algeciras a favor de los inmigrantes subsaharianos que cruzan el estrecho de Gibraltar.
Hijo de Isidoro y Lucía, con cinco hermanos, desde niño tuvo que ayudar a mantener la familia, por ejemplo vendiendo cántaros de agua a un real. Realizó su servicio militar en Ceuta, donde se encuentra con Isidoro Lezcano Guerra, un hombre dedicado a cuidar enfermos, ancianos, alcohólicos y personas con discapacidad. Macías ayudaría posteriormente a Lezcano a fundar en Tánger el instituto religioso de los Franciscanos de la Cruz Blanca, actualmente una congregación de derecho diocesano. Macías recibió el hábito de manos de Monseñor Carlos Amigo, entonces Arzobispo de Tánger.
En 1977 es trasladado a Cáceres, donde trabaja en un colegio con alumnos con discapacidad cognitiva y en un piso piloto dedicado a la integración social de jóvenes problemáticos. Viajó también a Venezuela y Costa de Marfil para prever la creación allí de casas de la congregación. Posteriormente, en 1982, es trasladado a Algeciras, donde resliza su labor en la «Casa Familiar Virgen de la Palma», en la que se recogen a personas sin hogar y, al principio, a inmigrantes africanos que pernoctaban en el puerto.
En la casa se acoge a parados sin recursos, polizones, inmigrantes irregulares y, especialmente, madres subsaharianas que han cruzado el Estrecho en busca de trabajo. Por esconder inmigrantes ilegales ha sido detenido en varias ocasiones, si bien el hermano Isidoro siempre habla muy bien de las autoridades policiales y de la Guardia Civil, que incluso le derivan algunos casos.
Actualmente reside en Granada, donde continúa realizando su labor. 

## Reconocimientos
A lo largo de su trayectoria el hermano Isidoro ha recibido numerosos homenajes y reconocimientos, como ser nombrado «Héroe del año» de la revista Time en 2003 (único español elegido), entre los que destacan:
- Premio UVA de la Cadena SER 1991.
- Medalla de oro de la ciudad de Algeciras.
- Premio de los sindicatos policiales en reconocimiento a la labor social 1996.
- Premio Andalusí de honor, 2001.
- Medalla al Mérito de la Guardia Civil con distintivo blanco , 2002.
- Premio Mundo negro a la fraternidad, 2006.[8]